# Club Deportivo Badajoz (2012)
|  | No s'ha de confondre amb Club Deportivo Badajoz (1905). |

El Club Deportivo Badajoz és un club de futbol espanyol de la ciutat de Badajoz, que milita actualment a la Primera Divisió RFEF.
El club va néixer l'any 2012 amb el nom Club Deportivo Badajoz 1905, després de la desaparició de l'antic Club Deportivo Badajoz. Posteriorment adquirí els drets sobre l'escut i la marca i recuperà l'antic nom de l'entitat, així com els seus trofeus i bens.